# Буреш, Карл
Карл Буреш (нем. Karl Buresch; 12 октября 1878, Гросэнцерсдорф, Нижняя Австрия, Австро-Венгрия — 16 сентября 1936, Вена, Австрия) — австрийский государственный и политический деятель, адвокат, канцлер Австрии в 1931—1932 годах.

## Биография
Родился в семье торгового агента. Учился в школе Гросэнцерсдорфа, затем в Вене (в районе Дёблинг). Поступил на юридический факультет Венского университета. Вследствие ранней смерти отца вынужден был зарабатывать на жизнь самостоятельно частными уроками. В 1901 году окончил университет и начал адвокатскую практику в родном Гросэнцерсдорфе. В 1909 году был избран в муниципалитет от Христианско-социальной партии. В 1916—19 годах был бургомистром Гросэнцерсдорфа. 16 февраля 1919 года был избран в Учредительное Собрание, а с 1920 по 1934 был депутатом Национального Совета.
Летом 1922 года стал губернатором Нижней Австрии. На этой должности он находился до назначения канцлером летом 1931 года, а также после отставки с мая 1932 по май 1933. Он активно и успешно защищал экономические и финансовые интересы земли, что было особенно заметно на фоне Вены, как правило, управлявшейся социал-демократами.
В июне 1931 года после краха крупнейшего австрийского банка Кредитанштальт и трудностей, связанных с неустойчивостью национальной валюты, Австрия оказалась на пороге государственного коллапса. После неудачных попыток канцлера Отто Эндера и бывшего канцлера Игнаца Зейпеля сформировать правительство попытку формирования дееспособного кабинета предпринял Буреш. Сформированный им кабинет считался переходным правительством, целями которого была борьба с банковским кризисом и глобальными проблемами платёжного баланса. К этому добавилось и политическое противостояние с Хеймвером, вылившееся в сентябре 1931 года в мятеж Вальтера Пфримера, руководителя штирийского отделения этой организации. Подавление этого мятежа привело к разрыву с «пангерманистами» и формированию Бурешем нового кабинета парламентского меньшинства. Это правительство Буреша просуществовало до мая 1932 года, когда оно вынуждено было уйти в отставку после тяжёлого поражения христианско-социальной партии на выборах в ландтаги Вены, Нижней Австрии и Зальцбурга.
После 11-месячного пребывания на посту канцлера, Буреш вернулся на должность губернатора земли Нижняя Австрия, где пытался наладить сотрудничество с австрийскими национал-социалистами. Затем в 1933—35 годах он занимал пост министра финансов в авторитарных правительствах Дольфуса и Шушнига, после чего отошёл от активной политической деятельности. Последней должностью Буреша был (с января 1936) пост управляющего австрийским почтово-сберегательным банком (Österreichische Postsparkasse).